# Resigia
Resigia es un género de foraminífero bentónico de la subfamilia Chilostomellinae, de la familia Chilostomellidae, de la superfamilia Chilostomelloidea, del suborden Rotaliina y del orden Rotaliida. Su especie tipo es Resigia westcotti. Su rango cronoestratigráfico abarca desde el Luteciense (Eoceno medio) hasta el Priaboniense (Eoceno superior).

## Clasificación
Resigia incluye a las siguientes especies:
- Resigia quadrata †
- Resigia westcotti †